# José Carmona Requena
José Carmona Requena (1911-1979) a ser un polític i obrer espanyol.

## Biografia
Nascut en Còrdova en 1911, era camperol. En 1930 va ingressar en el Partit Comunista d'Espanya (PCE), arribant a ser secretari del partit a la comarca de Montemayor. Després de l'esclat de la Guerra civil va passar a formar part del comissariat polític de l'Exèrcit Popular de la República. Exerciria com a comissari de la 226a Brigada Mixta, durant la batalla de l'Ebre. Al final de la contesa es va exiliar en la Unió Soviètica, on treballaria com a obrer i s'afiliaria al PCUS, en 1965.
Ja jubilat, va morir al desembre de 1979.